# Atabeg
Atabeg, atabek, atabey of atabak is een erfelijke adellijke titel van Turkse komaf. Atabeg betekent gouverneur van een land of provincie, die ondergeschikt was aan een vorst en die belast is met het opvoeden van de kroonprins.

## Oorsprong en betekenis van de titel
Het woord atabeg is een samenstelling van twee Turkse woorden: ATA ("voorouder") en beg of bey ("leider, prins").